# دينيس فيليتش
دينيس فيليتش (بالسويدية: Denis Velić)‏ هو لاعب كرة قدم سويدي في مركز الوسط، ولد في 7 أكتوبر 1982 في السويد. لعب مع نادي أوسترس ونادي سيريانسكا.

## وصلات خارجية
- دينيس فيليتش على موقع اتحاد السويد (السويدية)
- دينيس فيليتش على موقع قاعدة بيانات كرة القدم.إي يو (الإنجليزية)